# کوکولوگالا
کوکولوگالا (به لاتین: Kukulugala) یک کوه در سری‌لانکا است که در ناحیه راتناپورا واقع شده‌است.